# Nadboran sodu
Nadboran sodu – nieorganiczny związek chemiczny z grupy nadboranów, sól kwasu nadborowego i sodu. Stosowany w stomatologii do wybielania zębów oraz jako źródło aktywnego tlenu w wybielaczach do prania oraz w środkach do bielenia wełny, jedwabiu i filcu.
Występuje również w postaci heksahydratu Na
2[B
2(O
2)(OH)
4]·6H
2O (określanego również jako tetrahydrat z uwagi na uproszczony wzór NaBO
3·4H
2O).